# Port lotniczy Port Hedland
Port lotniczy Port Hedland (IATA: PHE, ICAO: YPPD) – port lotniczy położony 14 km od Port Hedland i 11 km od South Hedland, w stanie Australia Zachodnia, w Australii.
Jest w trakcie modernizacji. Pierwszy etap prac obejmuje poszerzenie istniejącej drogi kołowania i montaż nowego oświetlenia, budowę nowej drogi kołowania, poszerzenie skrzyżowań dróg kołowania oraz rozbudowę obszarów przylotów i odlotów krajowych i międzynarodowych. Modernizacja zakończyła się w lipcu 2011 roku.

## Linie lotnicze i połączenia
| Linie lotnicze                                    | Połączenia                                  |
| ------------------------------------------------- | ------------------------------------------- |
| Airnorth                                          | Broome, Darwin, Karratha                    |
| Qantas                                            | Perth, Melbourne                            |
| QantasLink (obsługiwane dla Qantas przez Cobham.) | Perth                                       |
| Skywest Airlines                                  | Broome, Denpasar [sezonowe czartery], Perth |
| Strategic Airlines                                | Brisbane, Denpasar                          |
| Virgin Blue                                       | Perth                                       |